# Día Nacional de la Conciencia Ambiental (Argentina)
El Día Nacional de la Conciencia Ambiental es conmemorado cada 27 de septiembre en Argentina en recuerdo a los fallecidos por un escape de Cianuro de hidrógeno ocurrido en Avellaneda en el año 1993.

## Historia
El 27 de septiembre de 1993, siete personas fallecieron en Avellaneda, Provincia de Buenos Aires, por intoxicación cianhídrica al inhalar ácido  que salía de una rejilla. El gas se había formado por el vuelco de sustancias peligrosas como ácido sulfúrico y sales de cianuro, a las cañerías domésticas por empresas. Las sustancias se combinaron formando cianuro de hidrógeno.  Entre los fallecidos se encontraba una pareja mayor, Manuel Nuin y María Ángela Garibotto, su hijo Horacio Nuin y la esposa de este, Rosa Scala, y el grupo de médicos que habían ido a asistirlos, la médica Bibiana Otero, el enfermero Orlando Cáceres y el camillero Roberto Voytezko. La pareja empezó a sentirse mal y llamó a su hijo, quien fue con su esposa y el servicio médico de emergencia.
Cuatro empresarios, Juan Manuel Sánchez, Ernesto Pizzio y Luciano Mondolo y un transportista, Juan Ernesto García, fueron acusados como responsables pero luego fueron sobreseídos. También fue imputada Aguas Argentinas.

## Ley 24605
En diciembre de 1995 se aprobó la Ley 24605, que estableció la conmemoración de los fallecimientos y la obligatoriedad en los establecimientos educativos primarios y secundarios de enseñar los derechos y deberes relacionados con el medio ambiente.